# Neuropilin
Neuropilin je proteinski receptor koji je aktivan u neuronima.
Postoje dve forme neuropilina, NRP-1 i NRP-2. Oni su transmembranski glikoproteini, i predominantni koreceptori jedne druge klase proteina poznate kao semaforini. Među semaforinima, NRP-1 i NRP-2 su specifično receptori za klasu-3 semaforina, koja je između ostalog odgovorna za aksonsko navođenje tokom razvoja nervnog sistem kod kičmenjaka.
Neuropilini deluju kao koreceptori jer imaju veoma mali citoplazmatični domen te zavise od drugih molekula da prenesu signale kroz membranu, normalno od pleksina. Neuropilini obično deluju kao dimeri. Različite kombinacije imaju različite afinitete. Na primer, NRP-1 homodimeri imaju visok afinitet za Sema-3A, dok NRP-2 homodimeri imaju visok afinitet za Sema-3F.
Još jedan ligand za neuropiline je , faktor rasta koji učestvuje u regulaciji angiogeneze.

## Primena
Neuropilin-1 je terapeutska meta u tretmanu leukemije i limfoma. Izražavanje neuropilina-1 je povećano kod obolelih od leukemije i osoba sa ćelijama limfoma. Takođe je poznato da antagonizovanje neuropilina-1 inhibira tumorsku ćelijsku migraciju i adheziju.

## Spoljašnje veze
- Neuropilins на 